# Karaczynów
Karaczynów (ukr. Карачинів) – wieś na Ukrainie, w obwodzie lwowskim, w rejonie jaworowskim.
Północzną część Karaczynowa stanowi dawna kolonia niemiecka Schönthal.
II Rzeczypospolitej wieś w powiecie gródeckim województwa lwowskiego.
W latach 1943–1944 nacjonaliści ukraińscy z OUN-UPA zamordowali tutaj 12 Polaków.